# 宜居鹿特丹黨
宜居鹿特丹黨又譯為安居鹿特丹黨（荷蘭語：Leefbaar Rotterdam）是荷蘭鹿特丹的一個地方性政黨，2001年由羅納德·索倫森創立。在2002年3月鹿特丹的市政選舉中，宜居鹿特丹黨藉著皮姆·富圖恩的領導魅力在選舉中勝出，以29.7%政黨得票率拔得頭籌，終結了工黨在鹿特丹三十年來的龍頭地位，取而代之成為鹿特丹市的最大黨。宜居鹿特丹黨最初是以全國性政黨「宜居荷蘭黨」的子黨起家，但更常被認為是皮姆·富圖恩黨（LPF）的地方性政黨。宜居鹿特丹黨的黨員作風直率，政黨立場較為右傾，尤其是在移民與多元文化相關議題上。
在2006年3月7日、下一次的市政選舉中，宜居鹿特丹黨的得票率掉了5%，反被工黨以15%的增幅、37.4%的得票率奪回最大黨的位置。

## 歷年選舉結果
| 年度 | 黨魁              | 得票數 | 得票數 | 席次    | 席次 | 得票率排名 | 聯盟                   |
| 年度 | 黨魁              | #      | %      | #       | ±    | 得票率排名 | 聯盟                   |
| ---- | ----------------- | ------ | ------ | ------- | ---- | ---------- | ---------------------- |
| 2002 | 皮姆·富圖恩       | 93,852 | 37.8   | 17 / 45 | ▲ 17 | ▲ 第一位   | 與CDA和VVD組成聯合政府 |
| 2006 | 馬可·帕斯托斯     | 77,284 | 29.7   | 14 / 45 | ▼ 3  | ▼ 第二位   | 在野                   |
| 2010 | 馬可·帕斯托斯     | 63,647 | 28.6   | 14 / 45 | ━ 0  | ━ 第二位   | 在野                   |
| 2014 | 尤斯特·伊爾德曼斯 | 59,505 | 27.5   | 14 / 45 | ━ 0  | ▲ 第一位   | 與D66和CDA組成聯合政府 |
| 2018 | 尤斯特·伊爾德曼斯 | 47,312 | 20.5   | 11 / 45 | ▼ 3  | ━ 第一位   | 待定                   |

## 外部連結
- 宜居鹿特丹黨官方網站（页面存档备份，存于）（荷兰文）